# (8530) Korbokkur
(8530) Korbokkur est un astéroïde de la ceinture principale.

## Description
(8530) Korbokkur est un astéroïde de la ceinture principale. Il fut découvert le 25 octobre 1992 à Nyukasa par Masanori Hirasawa et Shohei Suzuki. Il présente une orbite caractérisée par un demi-grand axe de 2,33 UA, une excentricité de 0,26 et une inclinaison de 5,2° par rapport à l'écliptique.

## Compléments